# Quercus calliprinos
Quercus calliprinos, Stejarul de Palestina, este un stejar clasificat ca făcând parte din Secțiunea Cerris a genului. Este originar din regiunea estică mediteraneeană și sud-vestul Asiei și crește în tot Orientul Mijlociu de la nordul Algeriei la Turcia și mai departe spre est. În Israel se numește stejar comun (în ebraică אלון מצוי, AFI: [a'lon ma'tsuj]).
Crește în zona climatului mediteraneean, în principal pe calcar, la altitudini medii, adesea dominând flora, alături de terebinți (Pistacia terebinthus).